# Vathýpedo (Ioánnina)
Vathýpedo, en grec moderne : Βαθύπεδο, est un village et un ancien dème du district régional de Ioánnina, en Épire, Grèce. Depuis 2010, il est fusionné au sein du dème des Tzoumérka-du-Nord.
Selon le recensement de 2011, la population du dème ainsi que celle du village compte 86 habitants.